# 타냐 데이비스

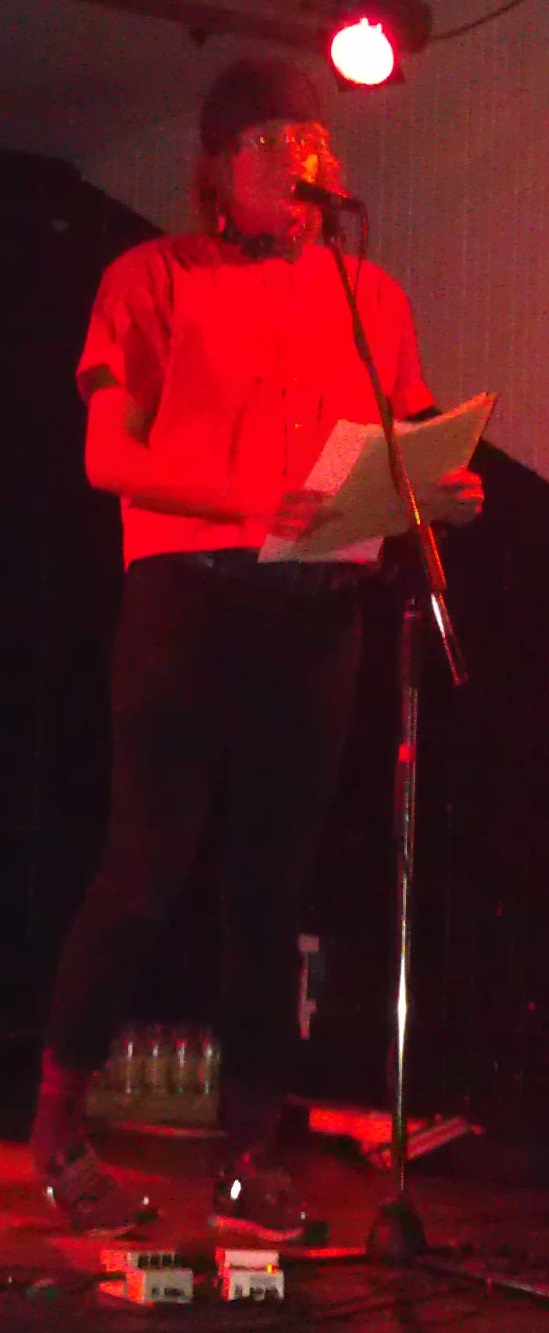
타냐 데이비스

타냐 데이비스(Tanya Davis, 1979년 ~ )는 캐나다의 가수, 배우, 작가이다.
데이비스는 2010년 시 "하우 두 비 어론"(How to Be Alone)의 퍼포먼스 비디오가 유튜브에서 인기를 끌게 되면서 국제적으로 언론 조명을 받았다. 이후 세 번째 음반 Clocks and Hearts Keep Going을 2010년 11월 발매했다. 이 음반은 Jim Bryson에 의해 프로듀싱되었다.

## 디스코그래피
- Make a List (2006)
- Gorgeous Morning (2008)
- Clocks and Hearts Keep Going (2010)